# 順益台灣原住民博物館
順益台灣原住民博物館，位於台灣台北市士林區至善路二段282號（位於國立故宮博物院的左前方），以台灣原住民文物及歷史為主題的博物館。1994年6月在林迺翁文教基金會主持、順益集團捐助下開幕，占地約300坪。基於人類學的學理規劃館內收藏和展覽活動。館內規劃四大區，分別是台灣原住民人文與自然環境、生活與器具、衣飾與文化、信仰與祭儀。
順益台灣原住民博物館經常舉辦台灣原住民的文化關懷講座，並有親子教育學程（如體驗原住民編織和串珠的手工法等）。
2020年6月10日，順益台灣美術館於順益關係企業發跡地「順益行」開幕，為順益台灣原住民博物館分館，展出開幕特展「福爾摩莎頌」。

## 創辦人
林清富以順益關係企業創始人林迺翁先生之名，於1985年成立「財團法人林迺翁文教基金會」，並用以創立順益台灣原住民博物館。

## 設計
順益台灣原住民博物館建築物由建築師高而潘設計，設計過程以具象的原住民"高架干欄式"居所意象作為建築物外型的原始造型，並非外界想像是達悟族的頭盔意象進行設計。建築物一樓的外牆材質也因應原住民常用的石版屋(頁岩)的原始材料，作為建築物外牆基座的外表裝飾。建築物立面的正中心石雕為雕塑家郭清治作品，設計象徵原住民信仰中心的圖騰柱。

## 特色館藏

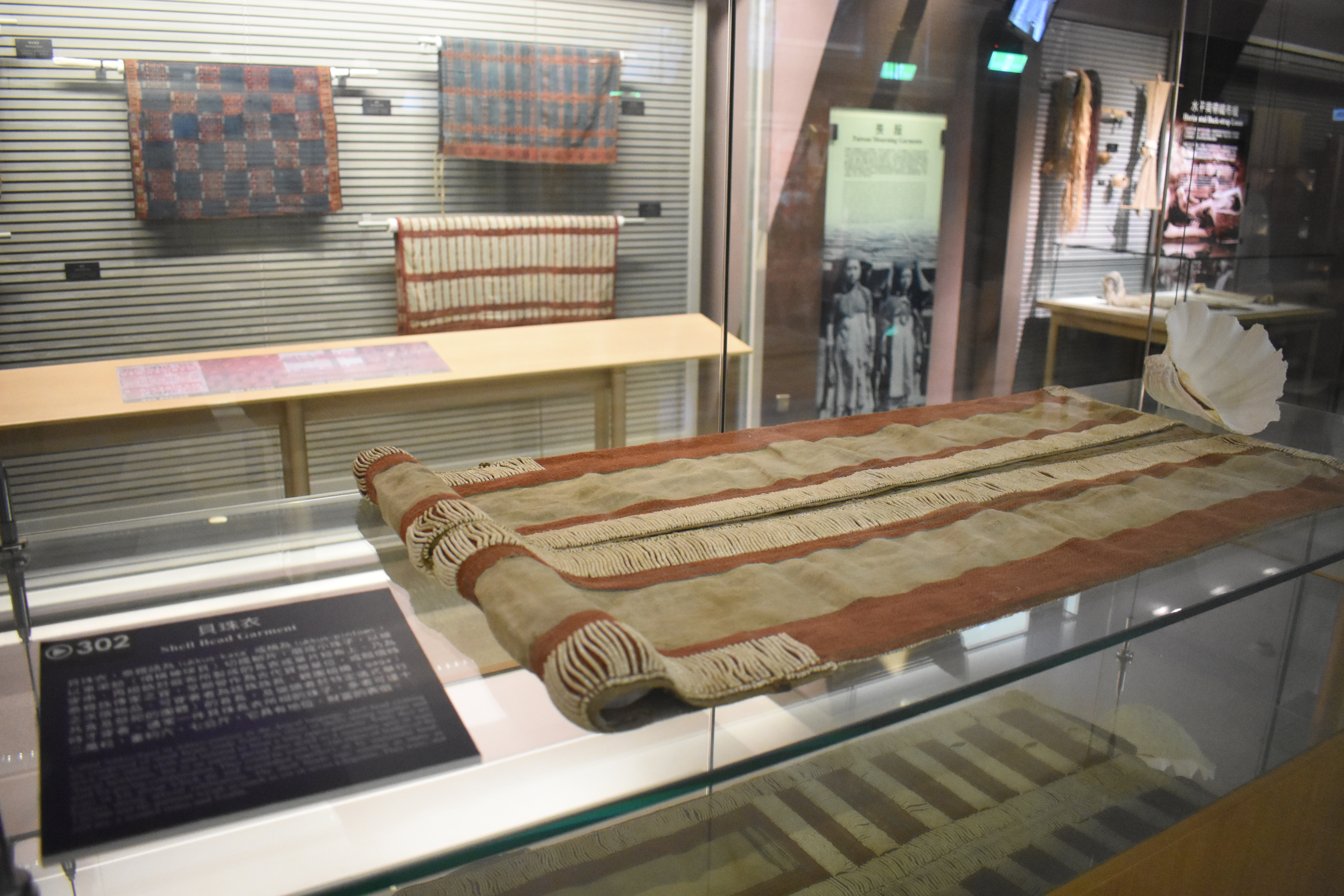
泰雅貝珠長衣

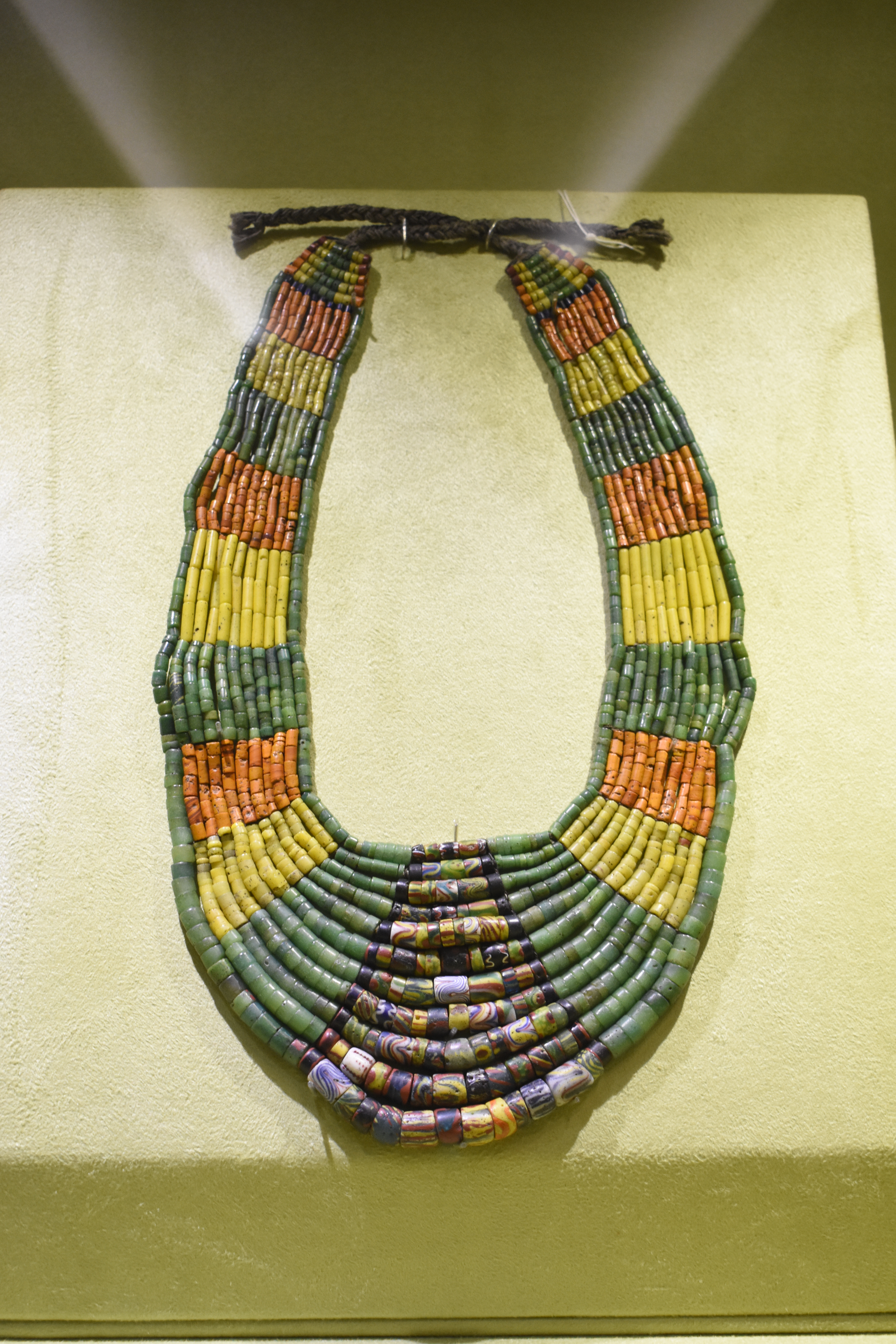
排灣複式胸飾

政府指定為古物館藏
- 顏水龍 蘭嶼
- 廖繼春 風景
- 蔡蔭棠  芝山岩廟
- 廖繼春  豐原風景
- 鹽月桃甫  公園一隅
- 林玉山  儷影雙棲-鴛鴦
- 郭雪湖  淡水群舟
- 陳進  洞房
- 張義雄  魯凱族少女
- 蔡蔭棠  台北祖師廟
- 排灣古陶壺
- 排灣占卜壺
- 排灣複式胸飾
- 排灣族青銅刀
- 泰雅貝珠長衣
- 排灣族古陶壺
- 雅美(達悟)族男子胸飾
- 排灣族青銅刀
- 排灣族青銅刀
- 泰雅族銅鈴長衣
  1. 占卜箱：銅帽、麻
  2. 青銅刀：銅
  3. 盒：木
  4. 神珠：植物果實
- 大武壠平埔族繡花頭巾
- 大武壠平埔繡花披肩

## 資料來源
1. ↑  .   [2015-05-15]. （原始内容存档于2004-10-16）.
2. ↑  鄭景雯. . 中央通訊社. 2020-06-10  [2020-06-10]. （原始内容存档于2020-09-30）.
3. ↑  順益台灣美術館. . 非池中藝術網 (帝圖科技). 2020-06-09  [2020-06-10]. （原始内容存档于2020-11-25）.
4. ↑  .   [2013-07-07]. （原始内容存档于2018-09-10）.

## 外部連結
- 順益台灣原住民博物館 （页面存档备份，存于）
- 順益台灣原住民博物館的Facebook專頁